# Diocesi di Makeni
La diocesi di Makeni (in latino: Dioecesis Makenensis) è una sede della Chiesa cattolica in Sierra Leone suffraganea dell'arcidiocesi di Freetown. Nel 2021 contava 105.165 battezzati su 2.638.150 abitanti. È retta dal vescovo Bob John Hassan Koroma.

## Territorio
La diocesi comprende i distretti della Provincia del Nord della Sierra Leone.
Sede vescovile è la città di Makeni, dove si trova la cattedrale di Nostra Signora di Fatima.
Il territorio è suddiviso in 26 parrocchie.

## Storia
La prefettura apostolica di Makeni è stata eretta il 3 aprile 1952 con la bolla Christiani populi di papa Pio XII, ricavandone il territorio dalla diocesi di Freetown e Bo (oggi arcidiocesi di Freetown).
Il 24 febbraio 1962 la prefettura apostolica è stata elevata a diocesi con la bolla Apostolica Makenensis di papa Giovanni XXIII. Originariamente era immediatamente soggetta alla Santa Sede.
L'11 novembre 1970 è entrata a far parte della provincia ecclesiastica dell'arcidiocesi di Freetown e Bo.
L'8 ottobre 2005 la diocesi ha dato vita all'università di Makeni.
Alla nomina del terzo vescovo, Henry Aruna, avvenuta il 7 gennaio 2012, si è scatenata una situazione molto delicata: non essendo originario della diocesi e non appartenendo all'etnia maggioritaria nella zona, i fedeli e il clero della diocesi si sono opposti alla successione. Ordinato quasi un anno dopo la nomina, il 5 gennaio 2013, non ha mai potuto prendere possesso della diocesi. Il 18 luglio 2015 papa Francesco lo ha nominato vescovo ausiliare di Kenema e contestualmente vescovo titolare di Nasbinca. Lo stesso giorno Natale Paganelli, S.X., che già era amministratore apostolico sede vacante della diocesi dall'11 aprile 2012, è stato elevato alla dignità episcopale con la nomina a vescovo titolare di Gadiaufala.

## Cronotassi dei vescovi
Si omettono i periodi di sede vacante non superiori ai 2 anni o non storicamente accertati.
- Augusto Fermo Azzolini, S.X. † (19 luglio 1952 - 17 novembre 1986 ritirato)
- Giorgio Biguzzi, S.X. † (17 novembre 1986 - 7 gennaio 2012 ritirato)
  - Sede vacante (2012-2023)[5]
  - Henry Aruna (7 gennaio 2012 - 18 luglio 2015 nominato vescovo ausiliare di Kenema[6]) (vescovo eletto)
- Bob John Hassan Koroma, dall'11 febbraio 2023

## Statistiche
La diocesi nel 2021 su una popolazione di 2.638.150 persone contava 105.165 battezzati, corrispondenti al 4,0% del totale.
| anno | popolazione | popolazione | popolazione | presbiteri | presbiteri | presbiteri | presbiteri                | diaconi | religiosi | religiosi | parrocchie |
| anno | battezzati  | totale      | %           | numero     | secolari   | regolari   | battezzati per presbitero | diaconi | uomini    | donne     | parrocchie |
| ---- | ----------- | ----------- | ----------- | ---------- | ---------- | ---------- | ------------------------- | ------- | --------- | --------- | ---------- |
| 1970 | 5.724       | 997.566     | 0,6         | 31         | 1          | 30         | 184                       |         | 43        | 19        |            |
| 1980 | 9.880       | 1.075.000   | 0,9         | 38         | 3          | 35         | 260                       |         | 42        | 22        | 12         |
| 1990 | 18.302      | 1.750.000   | 1,0         | 46         | 6          | 40         | 397                       |         | 57        | 46        | 15         |
| 1997 | 32.500      | 1.905.000   | 1,7         | 52         | 12         | 40         | 625                       |         | 59        | 6         | 16         |
| 2000 | 33.760      | 1.500.000   | 2,3         | 10         | 5          | 5          | 3.376                     |         | 9         |           | 18         |
| 2001 | 32.000      | 1.900.000   | 1,7         | 14         | 6          | 8          | 2.285                     |         | 14        |           | 16         |
| 2003 | 35.500      | 1.850.000   | 1,9         | 41         | 16         | 25         | 865                       |         | 30        | 8         | 19         |
| 2004 | 38.000      | 1.800.000   | 2,1         | 44         | 14         | 30         | 863                       |         | 36        | 13        | 19         |
| 2007 | 45.600      | 1.772.560   | 2,6         | 53         | 22         | 31         | 860                       |         | 44        | 21        | 21         |
| 2013 | 48.850      | 1.932.000   | 2,5         | 61         | 28         | 33         | 800                       |         | 64        | 40        | 25         |
| 2016 | 52.060      | 1.881.000   | 2,8         | 61         | 30         | 31         | 853                       |         | 73        | 38        | 25         |
| 2019 | 100.000     | 2.508.201   | 4,0         | 66         | 37         | 29         | 1.515                     |         | 72        | 53        | 26         |
| 2021 | 105.165     | 2.638.150   | 4,0         | 72         | 42         | 30         | 1.460                     |         | 85        | 59        | 26         |